# Гусаров, Дмитрий Яковлевич
Дми́трий Я́ковлевич Гуса́ров (1924—1995) — народный писатель Республики Карелия, главный редактор литературного журнала «Север» (1954—1990), Заслуженный работник культуры РСФСР (1980), Лауреат Государственной премии Карельской АССР.

## Биография
Дмитрий Гусаров родился 4 октября 1924 года в деревне Тулубьево Псковской губернии в семье крестьянина. После окончания девятилетней школы, работал слесарем на заводе в Ирбите. В августе 1942 года добровольцем ушёл на фронт.
В 1942—1944 годах — участник Великой Отечественной войны на территории Карело-Финской ССР (рядовой, командир отделения разведвзвода в составе партизанского отряда «Боевые друзья»). В годы войны награждён четырьмя боевыми медалями. После тяжелого ранения и лечения в госпитале вернулся в Ирбит, работал на мотоциклетном заводе.
Член Союза писателей СССР (1949). В 1951 году вышла в печать повесть «Плечом к плечу». Окончил филологический факультет Ленинградского государственного университета в 1951 году.
С 1954 по 1990 год — главный редактор журнала «На рубеже» (с 1965 г. — журнал «Север») в Петрозаводске.
Наиболее известное произведение — роман «За чертой милосердия» — о рейде летом 1942 года в тыл противника карельской партизанской бригады. Роман дважды был издан в Финляндии. Ряд произведений переведены на чешский, венгерский и финский языки.
Умер в 1995 году в Петрозаводске. Похоронен на Сулажгорском мемориальном кладбище.

## Произведения
- Боевой призыв: Роман. — Петрозаводск, 1953. — Кн. 1. — 243 с.
- То же. — Петрозаводск, 1957. — Кн. 2. — 300 с.
- То же. — Петрозаводск, 1978. — Кн. 1—2. — 560 с.
- Цена человеку: Роман. — Петрозаводск, 1963. — 392 с.
  -  — Москва, 1972. — 334 с.: ил.
- Три повести из жизни Петра Анохина. — Петрозаводск, 1968. — 351 с.
- За чертой милосердия: Роман-хроника. — Петрозаводск, 1977. — 358 с.
- За чертой милосердия: Роман-хроника; Партизанская музыка: Повесть — Петрозаводск, 1983. — 440 с.
- Партизанская музыка: Повести и рассказы. — Москва, 1988. — 334 с. — (Новинки «Современника»)
- Избранные сочинения: в 2 т. / Вступительное слово В. Бондаренко. — Москва, 1981. — Т. 1 — 654 с.; Т. 2 — 460 с.
- Korpi ei tunne armoa: Romaani. — Helsinki, 1980. — 436 s.
- Partisaanimusiikkia: Romaani. — Helsinki, 1985. — 254 s.

## Награды и звания
- орден Ленина (29.10.1990)
- орден Отечественной войны 1-й степени (11.03.1985)
- орден Трудового Красного Знамени (02.07.1971)
- орден Дружбы народов (03.10.1984)
- 2 ордена «Знак Почёта» (22.09.1959; 03.10.1974)
- медали
- Заслуженный работник культуры Карельской АССР (1965)
- Государственная премия Карельской АССР (1978)
- Заслуженный работник культуры РСФСР (1980)
- Народный писатель Республики Карелия (1994)
- Почётный гражданин Петрозаводска (1995)

## Память
- Памятная доска в Петрозаводске[4].
- Ежегодные Гусаровские чтения[5].
- Именем Дмитрия Яковлевича Гусарова названа Центральная городская библиотека Петрозаводска[6].